# Морозов-Поплевин, Яков Григорьевич
Яков Григорьевич Морозов-Поплевин (ум. 1538) — русский военный и государственный деятель, московский помещик, сын боярский и голова, затем воевода и окольничий в правление Ивана III Васильевича, Василия III Ивановича и Елены Глинской.

## Происхождение
Происходил из дворянского и боярского рода Морозовых, одного из старейших боярских родов Великого княжества Московского. Третий сын боярина и воеводы Григория Васильевича Морозова-Поплевы от брака с некой Марией. Братья — Иван, Василий, Григорий и Роман Морозовы-Поплевины.

## Биография
Впервые Яков Григорьевич Морозов упоминается в 1495 году, когда вместе с братьями находился в свите великого князя московского Ивана III Васильевича во время его поездки с сыном Василием и внуком Дмитрием в Великий Новгород. В 1500 году упоминается в чине свадьбы боярина князя Василия Даниловича Холмской и великой княжны Феодосии Ивановны.
В августе 1529 и мае 1530 годов Яков Григорьевич Морозов-Поплевин присутствовал на приёме литовских послов, после чего ненадолго по неизвестной причине попал в опалу. В августе 1530 года после рождения у великого князя московского престолонаследника Иоанна Яков Григорьевич Морозов был освобожден и возвращен ко двору.
В начале мая 1531 года он вновь присутствовал на приёме литовских послов, а затем в июне в чине окольничего ездил в Казань, где посадил на ханский престол русского ставленника Яналея (Джан-Али). В октябре того же 1531 года командовал полком левой руки в походе из Нижнего Новгорода к Казани, откуда вернулся в ноябре следующего года. В 1534 году — второй воевода в Вязьме; в июле был послан «в Смоленеск, а с ним дорогобужаном».
В 1538 году окольничий и воевода Яков Григорьевич Морозов-Поплевин скончался, оставив после себя единственного сына — Михаила.